# Iúri Malichev
Iúri Vasiliévich Malichev (Nikolaiévsk, Volgogrado, 27 de agosto de 1941 — 8 de novembro de 1999) foi um cosmonauta soviético.
Foi comandante da Soyuz T-2 (5 a 9 de junho de 1980) e da Soyuz T-11 (3 a 11 de abril de 1984).